# 查宗夏
查宗夏（Father Nicolaus Szarvas, S.J.，1890年11月4日－1965年8月20日），在华天主教传教士、匈牙利耶稣会会士。
1890年11月4日，查宗夏出生于匈牙利杜瑙森特拜奈代克。16岁时在 Nagyszombat（今斯洛伐克特尔纳瓦）加入耶稣会。
1936年1月31日，教宗将大名府6县（教友37000人）从献县代牧区划出设立大名监牧区，由匈牙利耶稣会管理，查宗夏担任首任监牧主教。1945年5月共产党占领大名，查宗夏遭到批斗，手部受重伤。1946年11月4日，国民党空军11架飞机大规模空袭大名，教堂频遭轰炸，次日凌晨4时，查宗夏永久的离开了大名。1947年，查宗夏到上海进行手部手术，在12月离开中国。同年大名监牧区升为大名教区，隆其化任主教。1948年1月23日查宗夏回到匈牙利。1965年8月20日，查宗夏去世。